# Ареола, Альфонс
Альфо́нс Франси́с Ареола́ (фр. Alphonse Francis Aréola, французское произношение: [alfɔ̃s aʁeɔla]; 27 февраля 1993, Париж) — французский футболист, вратарь клуба «Вест Хэм Юнайтед» и сборной Франции.
Выпускник академии «Пари Сен-Жермен». Первые года карьеры провёл на правах аренды в «Лансе», «Бастии» и «Вильярреале». Во время нахождения в испанском клубе Ареола побил клубный рекорд по самому длинному периоду игры без пропущенных мячей. Вратарь вернулся в стан парижской команды в 2016 году, где с тех пор провёл более 100 матчей во всех турнирах. В 2019 году, вновь на правах аренды, присоединился к мадридскому «Реалу».
Ареоля представлял Францию во всех существующих молодёжных сборных. В 2013 году вместе с командой до 20 лет выиграл чемпионат мира среди юношей. В 2018 году, уже находясь в составе основной сборной, стал победителем чемпионата мира 2018 года, однако ни одного матча на турнире голкипер не провёл.

## Клубная карьера

### «Пари Сен-Жермен»

#### Молодёжная академия
Впервые начал играть в футбол в возрасте шести лет в команде «Пети Анже». Спустя семь лет в этом клубе  подписал контракт с клубом Лиги 1 «Пари Сен-Жермен». В возрасте 15 лет, по совету тренеров в Париже, поступил в футбольный центр «Клерфонтен», чтобы продолжить свое развитие. Спустя год вернулся обратно в «Пари Сен-Жермен» и подписал свой первый профессиональный контракт с клубом.
18 мая 2013 года, пройдя через клубную академию, Ареола дебютировал в первом составе парижан, заменив основного вратаря команды Сальваторе Сиригу на 48-й минуте матча против «Бреста» (3:1). Однако ещё до начала этого матча парижская команда гарантированно становилась чемпионом Франции, в то время как «Брест» вылетал в Лигу 2. Свой первый матч в стартовом составе Ареола провёл уже в следующие выходные: «Лорьян» не смог составить конкуренцию «Пари Сен-Жермен» и проиграл со счетом 1:3. Ареола отыграл 61 минуту в этом матче, после чего был заменён ещё одним запасным голкипером команды Ронаном Ле Кромом.

#### Аренды в «Ланс», «Бастию» и «Вильярреал»
23 июля 2013 года Ареола на правах аренды перешёл в команду французской Лиги 2 «Ланс», которой руководил бывший тренер парижан Антуан Комбуаре. Ареола сразу же сменил Рюди Рью как основного вратаря клуба и провел 36 матчей в сезоне, в том числе дебютировав в Кубке Франции. Вместе со своим клубом Ареола занял второе место в лиге, что позволило «Лансу» вернуться в Лигу 1. Индивидуальные выступления на протяжении всего сезона позволили признать Ареола лучшим голкипером Лиги 2 по версии НПСФ.
В сезоне 2014/15 Ареола на правах аренды перешёл в другой французский клуб — «Бастию», находившкуюся под руководством Клода Макелеле. Ареола был подписан в качестве замены завершавшего карьеру основного голкипера команды Микаэля Ландро. 9 августа дебютировал в составе своей новой команды в матче против марсельского «Олимпика», закончившегося ничейным счётом 3:3. Всего же Ареола провёл 39 матчей во всех соревнованиях, из которых 13 — «на ноль». «Бастия» заняла 12 место в Лиге 1 и вышла в финал Кубка французской лиги, где с разгромным счётом уступила основному клубу Ареоля — «Пари Сен-Жермен» (4:0).
В июне 2015 года «Вильярреал» арендовал Альфонса Ареоля на один сезон. Испанский клуб арендовал Ареола в связи с долгосрочной травмой основного голкипера команды Серхио Асенхо. Дебют  в составе нового клуба произошёл уже в день открытия сезона: матч против «Реал Бетис» закончился со счётом 1:1. Из 37 матчей Ареола в «Вильярреале» во всех турнирах 15 остались «сухими». В общей сложности француз пропустил 26 голов, чем помог своему клубу завершить сезон на четвёртом месте в чемпионате Испании. Лишь два вратаря в испанском чемпионате закончили сезон с большим количеством матчей без пропущенных мячей: Ян Облак из «Атлетико», и Клаудио Браво из «Барселоны». Помимо прочего, Ареола побил клубный рекорд сыгранного времени без пропущенных голов, ранее принадлежавший Диего Лопесу. В этом сезоне дебютировал в Лиге Европы, вместе со своей командой добравшись до полуфинала турнира, где «Вильярреал» не смог переиграть английский «Ливерпуль».

#### Возвращение в «Пари Сен-Жермен»
После успешного сезона в Испании Ареола вернулся в «Пари Сен-Жермен» на сезон 2016/17 и стал дублёром немецкого голкипера Кевина Траппа, подписавшего контракт с парижской командой в предыдущем сезоне. 13 сентября Ареола впервые появился на поле после своего возвращения в клуб. Матч Лиги чемпионов против лондонского «Арсенала» завершился со счетом 1:1. Впоследствии Ареола зарекомендовал себя как основной голкипер «парижан», выиграв конкуренцию у Траппа и к середине октября проведя восемь матчей, из которых четыре — «на ноль». Вскоре после этого у французского вратаря случился спад в игровой форме (10 пропущенных мячей за 11 ударов по воротам), благодаря чему  Трапп вновь вернул себе место в стартовом составе. В апреле 2017 года Ареола провёл на скамейке запасных финальный матч Кубка французской лиги против «Монако» (4:1), по итогам которого парижский клуб выиграл свой четвёртый подряд Кубок. Однако финальный матч Кубка Франции против «Анже» Ареола начал в стартовом составе, позволив «Пари Сен-Жермен» одержать победу со счётом 1:0.
29 июля 2017 года Ареола получил свою вторую медаль Суперкубка Франции, когда «парижане» обыграли «Монако» со счетом 2:1. В новом сезоне Ареола вновь стал основным голкипером «Пари Сен-Жермен» в матчах регулярного чемпионата и еврокубках, в то время как во внутренних кубковых соревнованиях главный тренер команды Унаи Эмери отдавал предпочтение Траппу. 31 марта 2018 года, как и в прошлом сезоне, Ареола остался на скамейке запасных в финале Кубка французской лиги, однако парижане вновь смогли одержать победу. В конце сезона «Пари Сен-Жермен» выиграл Лигу 1 и Кубок Франции.
В сезоне 2018/19 Ареола снова стал игроком ротации в связи с покупкой итальянского голкипера Джанлуиджи Буффона из «Ювентуса». Свой 100-й матч в составе «Пари Сен-Жермен» Ареола провёл 21 апреля 2019 года, когда парижский клуб обыграл «Монако» со счетом 3:1 и оформил свой восьмой чемпионский титул.

#### Аренда в мадридский «Реал»
2 сентября 2019 года Ареола присоединился к мадридскому «Реалу» на правах аренды в результате сделки по переходу коста-риканского вратаря Кейлора Наваса в стан парижского клуба. 25 сентября дебютировал в составе нового клуба: «Реал» одержал победу над «Осасуной» со счётом 2:0.

## Карьера в сборной
Ареола выступал за сборную Франции на всех молодёжных уровнях. Мог представлять и сборную Филиппин из-за родителей из этой страны. В 2011 году был приглашён главным тренером национальной команды рассмотреть возможность выступления за сборную. В 2013 году стал основным голкипером сборной Франции на чемпионате мира среди игроков до 20 лет, на котором своей игрой в воротах помог команде выйти в финал. В нём 20-летний воспитанник «Пари Сен-Жермен» сделал несколько важнейших сейвов, а также отразил два из трёх ударов в серии пенальти, что позволило французам впервые стать чемпионами этого турнира.
1 октября 2015 года Ареоля впервые получил вызов в основную команду от главного тренера Дидье Дешама на товарищеские матчи против сборных Армении и Дании в рамках подготовки французской команды к проведению Евро-2016, однако на сам турнир французский голкипер не попал.
17 мая 2018 года был вызван в состав сборной на чемпионат мира 2018 года в России. Ареола стал третьим вратарём команды после Уго Льориса и Стива Манданда. Франция стала победителем турнира. Ареола стал первым игроком со времён Эктора Селада (1986 год) и Джованни Галли (1982 год), выигравшим Кубок мира, не имея при этом ни одного матча в составе команды. Из-за травмы, полученной Уго Льорисом, Ареола всё же провёл свой первый матч в составе сборной Франции 6 сентября в первом матче Лиги наций УЕФА 2018/19 против сборной Германии.

## Статистика выступлений
| Клуб             | Сезон            | Лига | Лига | Кубки | Кубки | Еврокубки | Еврокубки | Прочие | Прочие | Всего | Всего |
| Клуб             | Сезон            | Игры | Голы | Игры  | Голы  | Игры      | Голы      | Игры   | Голы   | Игры  | Голы  |
| ---------------- | ---------------- | ---- | ---- | ----- | ----- | --------- | --------- | ------ | ------ | ----- | ----- |
| Пари Сен-Жермен  | 2012/13          | 2    | -1   | —     | —     | —         | —         | —      | —      | 2     | -1    |
| Пари Сен-Жермен  | 2016/17          | 15   | -14  | 5     | 0     | 6         | -7        | 1      | 0      | 27    | -21   |
| Пари Сен-Жермен  | 2017/18          | 34   | -25  | 0     | 0     | 8         | -9        | 1      | -1     | 43    | -35   |
| Пари Сен-Жермен  | 2018/19          | 21   | -17  | 5     | -2    | 3         | -6        | 2      | -2     | 31    | -27   |
| Пари Сен-Жермен  | 2019/20          | 3    | -2   | 0     | 0     | —         | —         | 1      | -1     | 4     | -3    |
| Пари Сен-Жермен  | Итого            | 75   | −59  | 10    | −2    | 17        | −22       | 5      | −4     | 107   | −87   |
| → Ланс           | 2013/14          | 35   | -31  | 1     | -1    | —         | —         | —      | —      | 36    | -32   |
| → Бастия         | 2014/15          | 35   | -43  | 1     | 0     | —         | —         | 3      | -5     | 39    | -48   |
| → Вильярреал     | 2015/16          | 32   | -26  | 0     | 0     | 5         | -6        | —      | —      | 37    | -32   |
| → Реал Мадрид    | 2019/20          | 3    | -3   | 3     | -5    | 2         | -1        | —      | —      | 8     | -9    |
| Всего за карьеру | Всего за карьеру | 180  | −162 | 15    | −8    | 24        | −29       | 8      | −9     | 227   | −208  |

1. ↑  Кубок Франции, Кубок Испании.
2. ↑  Лига чемпионов УЕФА, Кубок УЕФА.
3. ↑  Кубок французской лиги, Суперкубок Франции.

### Список матчей за сборную
| Матчи и пропущенные голы Альфонса Ареоля за сборную Франции | Матчи и пропущенные голы Альфонса Ареоля за сборную Франции | Матчи и пропущенные голы Альфонса Ареоля за сборную Франции | Матчи и пропущенные голы Альфонса Ареоля за сборную Франции | Матчи и пропущенные голы Альфонса Ареоля за сборную Франции | Матчи и пропущенные голы Альфонса Ареоля за сборную Франции | Матчи и пропущенные голы Альфонса Ареоля за сборную Франции |
| №                                                           | Дата                                                        | Место проведения                                            | Соперник                                                    | Счёт                                                        | Пропущенные голы                                            | Соревнование                                                |
| ----------------------------------------------------------- | ----------------------------------------------------------- | ----------------------------------------------------------- | ----------------------------------------------------------- | ----------------------------------------------------------- | ----------------------------------------------------------- | ----------------------------------------------------------- |
| 1                                                           | 6 сентября 2018                                             | Мюнхен                                                      | Германия                                                    | 0:0                                                         | —                                                           | Лига Наций (А)                                              |
| 2                                                           | 9 сентября 2018                                             | Сен-Дени                                                    | Нидерланды                                                  | 2:1                                                         | 67′                                                         | Лига Наций (А)                                              |
| 3                                                           | 2 июня 2019                                                 | Нант                                                        | Боливия                                                     | 2:0                                                         | —                                                           | Товарищеский матч                                           |

Итого: 3 матча / 1 пропущенный гол / 2 «сухих» матча; 2 победы, 1 ничья, 0 поражений.

## Достижения

### Командные достижения
«Пари Сен-Жермен»
- Чемпион Франции (3): 2012/13, 2017/18, 2018/19
- Обладатель Кубка Франции (2): 2016/17, 2017/18
- Обладатель Кубка французской лиги (2): 2016/17, 2017/18
- Обладатель Суперкубка Франции (3): 2016, 2017, 2019

«Реал Мадрид»
- Чемпион Испании: 2019/20
- Обладатель Суперкубка Испании: 2019/20

«Вест Хэм Юнайтед»
- Победитель Лиги конференций УЕФА: 2022/23

Сборная Франции
- Чемпион мира среди молодёжных команд: 2013
- Чемпион мира: 2018
- Вице-чемпион мира: 2022

### Личные достижения
- Член «команды турнира» чемпионата Европы среди юношей (до 19 лет): 2012[41]
- «Голкипер года» в Лиге 2 по версии НСПФ: 2013/14[9]
- Кавалер ордена Почётного легиона: 2018[42]